# Richea continentis
Richea continentis är en ljungväxtart som beskrevs av Brian Laurence Burtt. Richea continentis ingår i släktet Richea och familjen ljungväxter. Inga underarter finns listade i Catalogue of Life.